# جوناثان لاين
جوناثان لاين (بالإنجليزية: Jonathan Lynn)‏ (و. 1943  م) هو كاتب سيناريو، ومخرج أفلام، وممثل هزلي، وممثل مسرحي، وممثل أفلام بريطاني، ولد في باث.

## التعليم
تعلم في كلية بمبروك ‏.

## وصلات خارجية
- جوناثان لاين على موقع IMDb (الإنجليزية)
- جوناثان لاين على موقع ألو سيني (الفرنسية)
- جوناثان لاين على موقع ميوزك برينز (الإنجليزية)
- جوناثان لاين على موقع أول موفي (الإنجليزية)
- جوناثان لاين على موقع قاعدة بيانات برودواي على الإنترنت (الإنجليزية)
- جوناثان لاين على موقع قاعدة بيانات الأفلام السويدية (السويدية)
- جوناثان لاين على موقع إن إن دي بي (الإنجليزية)
- جوناثان لاين على موقع ديسكوغز (الإنجليزية)
- جوناثان لاين على موقع قاعدة بيانات الفيلم (الإنجليزية)
- جوناثان لاين على موقع كينوبويسك (الروسية)